# Ernestine von Ligne

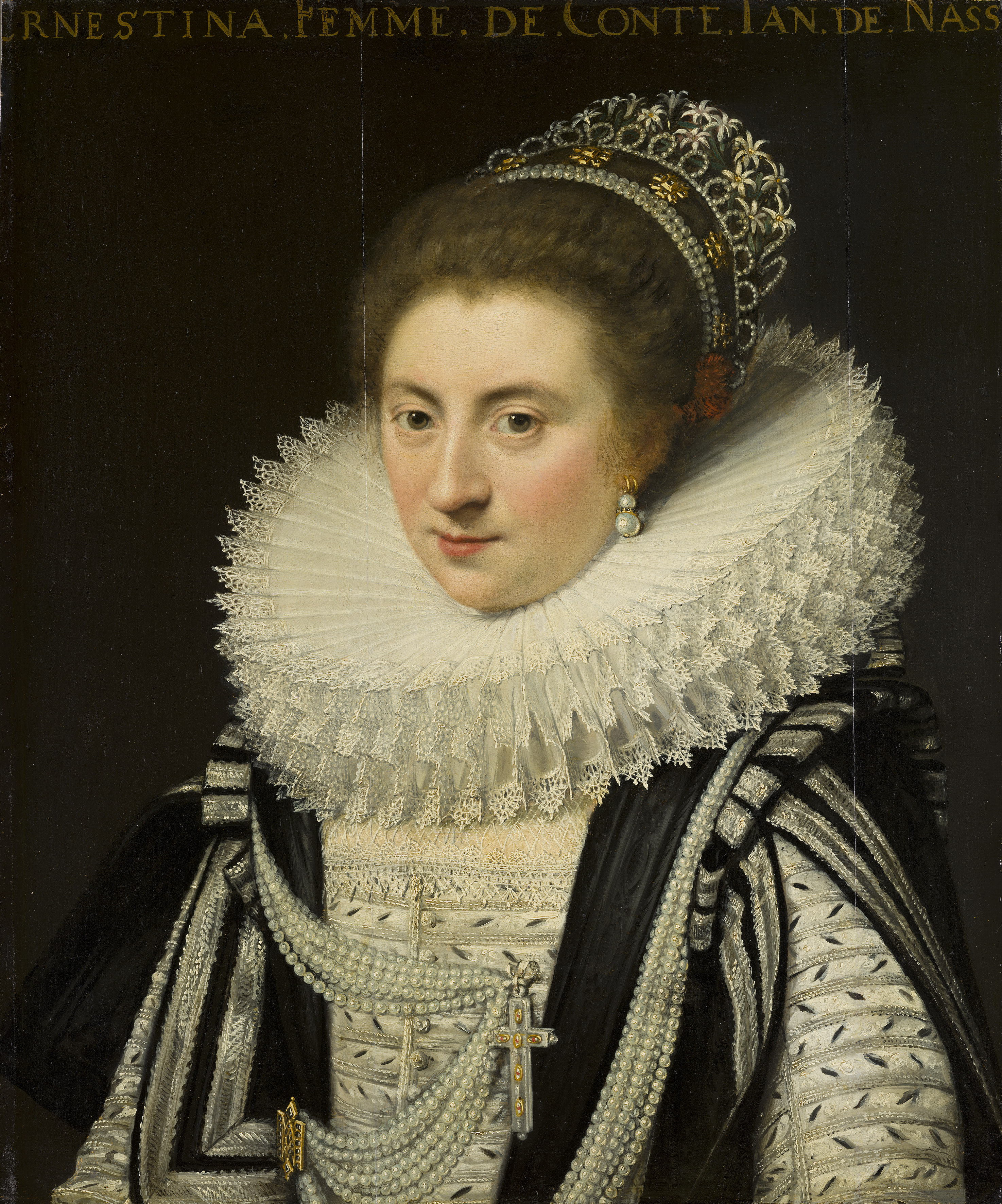
Porträt von Ernestine Yolande Prinzessin de Ligne

Ernestine Yolande de Ligne (* 2. November 1594 in Ronse; † 4. Juni 1668 ebenda) war die Tochter des Fürsten Lamoral de Ligne und der Maria von Melun.
Ihre Jugend verbrachte sie in den Spanischen Niederlanden. Sie heiratete Johann VIII. von Nassau-Siegen (genannt der Jüngere) am 13. August 1618 in Brüssel. Dieser war 1608 heimlich und 1612 offiziell vom Calvinismus zum Katholizismus konvertiert. Die Ehe war kinderreich, der ersehnte Nachfolger, für die neue katholische Linie des Hauses Nassau-Siegen, stellte sich aber erst am 28. Juli 1627 in Gestalt von Johann Franz Desideratus ein. Da dieser sich zeitlebens mehr um seine flämischen Besitzungen kümmerte, stand er bis zu seiner Hochzeit 1651 unter der Vormundschaft seiner Mutter. Beide wohnten überwiegend in Brüssel oder auf Schloss Ronse in Flandern, das Johann VIII. sich erbaut hatte. Ihre Residenz in Siegen war das Obere Schloss.
Nach der Rückkehr von Graf Johann Moritz aus Brasilien (1644/45) entbrannte vor dem Reichshofrat in Wien eine hitzige Debatte um die Testamente Johann VII. Schlussendlich wurde das Testament von 1621 von Kaiser Ferdinand III. 1648 ratifiziert, sprich die Dreiteilung der ohnehin schon kleinen Grafschaft durchgesetzt.